# Otostigmus astenus
Otostigmus astenus är en mångfotingart som först beskrevs av Kohlrausch 1878.  Otostigmus astenus ingår i släktet Otostigmus och familjen Scolopendridae. Inga underarter finns listade i Catalogue of Life.